# Okres Sobrance
Okres Sobrance je jeden z okresů Slovenska. Leží v Košickém kraji, v jeho nejvýchodnější části. Na severu hraničí s okresy Snina, na jihu s okresem Michalovce a na východě s Ukrajinou, se Zakarpatskou oblastí.